# Јерменија на Европском првенству у атлетици на отвореном 2016.
Јерменија је учествовала на 23. Европском првенству 2016. одржаном у Амстердаму, Холандија, од 6. до 10. јула. Ово је било седмо европско првенство у атлетици на отвореном од 1994. године када је Јерменија први пут учествовала, пропустила је првенство одржано 2006 године. Репрезентацију Јерменије представљала су три такмичара (2 мушкарца и 1 жена) који су се такмичили у три дисциплине.
На овом првенству представници Јерменије нису освојили ниједну медаљу нити су постигли неки рекорд.

## Учесници
| Мушкарци: - Tigran Mkrtchyan — 800 м - Левон Агасјан — Троскок | Жене: - Дијана Хубесерјан — 200 м |  |

## Резултати

### Мушкарци
| Атлетичар        | Дисциплина | Лични рекорд | Квалификације | Квалификације | Полуфинале            | Полуфинале            | Финале                | Финале       | Детаљи |
| Атлетичар        | Дисциплина | Лични рекорд | Резултат      | Место         | Резултат              | Место                 | Резултат              | Место        | Детаљи |
| ---------------- | ---------- | ------------ | ------------- | ------------- | --------------------- | --------------------- | --------------------- | ------------ | ------ |
| Tigran Mkrtchyan | 800 метара | 1:47,58 НР   | 1:51,28       | 7. у гр. 1    | Нису се квалификовали | Нису се квалификовали | Нису се квалификовали | 26 / 29 (30) |        |
| Левон Агасјан    | Троскок    | 16,85        | 16,21         | 11. у гр. А   | Нису се квалификовали | Нису се квалификовали | Нису се квалификовали | 20 / 27      |        |

### Жене
| Атлетичарка       | Дисциплина | Лични рекорд | Квалификације | Квалификације | Полуфинале            | Полуфинале            | Финале                | Финале  | Детаљи |
| Атлетичарка       | Дисциплина | Лични рекорд | Резултат      | Место         | Резултат              | Место                 | Резултат              | Место   | Детаљи |
| ----------------- | ---------- | ------------ | ------------- | ------------- | --------------------- | --------------------- | --------------------- | ------- | ------ |
| Дијана Хубесерјан | 200 м      | 23,18        | 25,56         | 4. у гр. 7    | Није се квалификовала | Није се квалификовала | Није се квалификовала | 27 / 28 |        |